# قوتش كندي (مياندوآب)
قوتش كندي هي قرية في مقاطعة مياندوآب، إيران. في تعداد عام 2006، لوحظ وجودها، ولكن لم يتم الإبلاغ عن سكانها.